# Carola Roloff

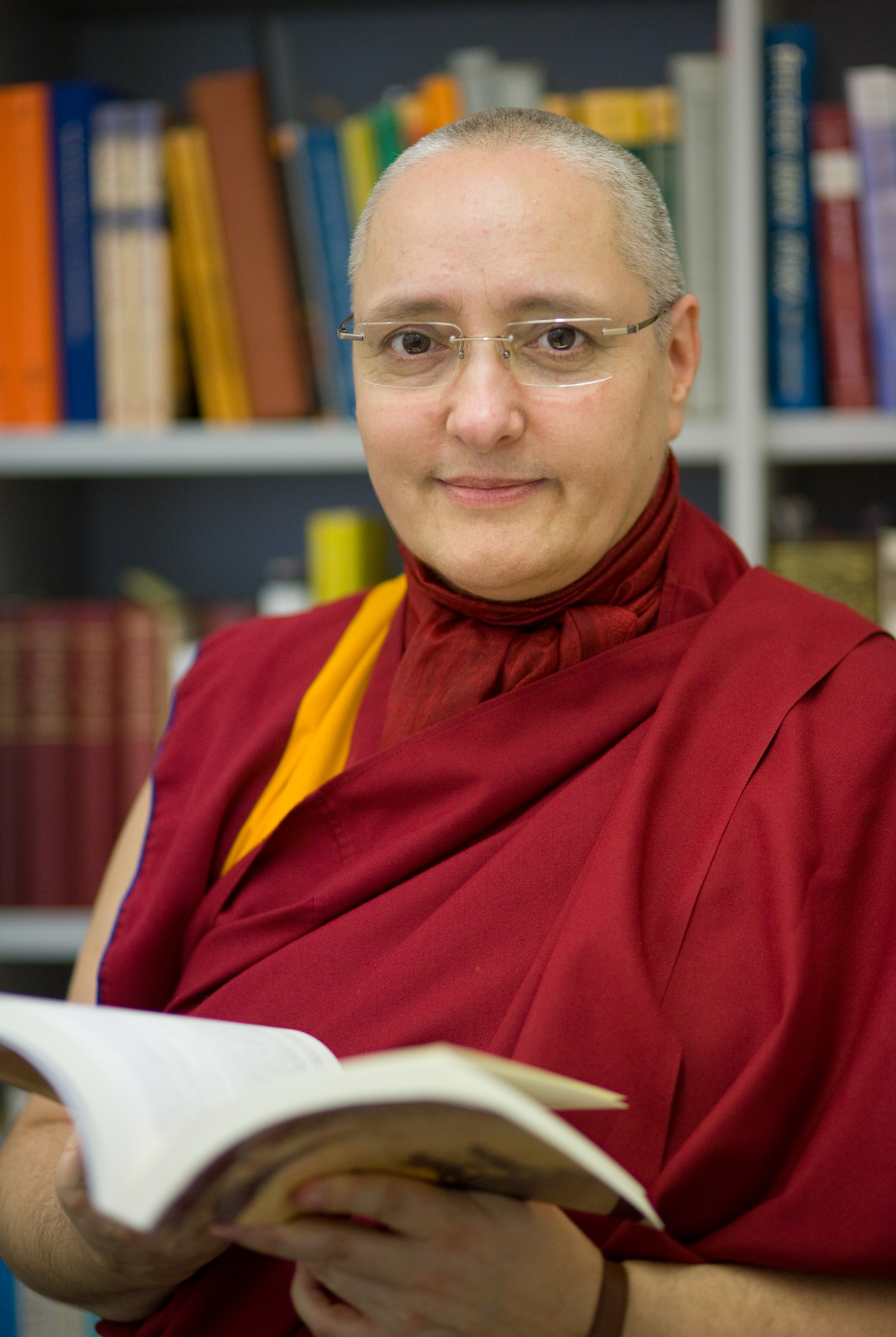

Carola Roloff (* 24. Januar 1959 in Holzminden) ist Tibetologin, Buddhologin und buddhistische Nonne. Seit April 2025 ist sie Senior Research Fellow im Bereich „Pluralistische Dialogische Religionspädagogik“ an der Universität Hamburg. Zuvor war sie von 2018 bis März 2025 Gastprofessorin für Buddhismus und Dialog in modernen Gesellschaften an der Akademie der Weltreligionen der Universität Hamburg.

## Leben und Wirken
Carola Roloff wurde 1959 in eine protestantische Familie in Holzminden geboren. Sie entwickelte früh ein Interesse am Buddhismus, das sie später zu einer führenden Expertin auf diesem Gebiet werden ließ. Nach intensiven Studien und einem tiefen Engagement in der buddhistischen Praxis, insbesondere als buddhistische Nonne, konzentrierte sie sich auf die Erforschung der buddhistischen Ordinationstraditionen und die Rolle der Frauen im Buddhismus. Bereits 1980 reiste sie nach Indien, um in Dharamsala Buddhismus und Tibetisch zu lernen. Ein Jahr später trat sie als Nonne (śrāmaṇerī) in den tibetisch-buddhistischen Mūlasarvāstivāda-Orden ein. Sie erhielt den Ordensnamen Jampa Tsedroen. Geshe Thubten Ngawang war ihr spiritueller Lehrer bis zu seinem Lebensende 2003. Am 6. Dezember 1985 erhielt Roloff ihre volle Ordination zur bhikṣuṇī in der Dharmaguptaka Linie in Kaohsiung, Taiwan. Neben Englisch eignete sie sich Kenntnisse in Tibetisch, Sanskrit und Pali an und führte wichtige Übersetzungsarbeiten insbesondere aus dem Tibetischen durch. Seit vielen Jahren setzt Roloff sich für die Anliegen buddhistischer Frauen in Europa, als auch Asien ein. 2007 organisierte sie mit Unterstützung des Dalai Lama eine Konferenz zur Wiederherstellung der vollen Ordination für Frauen in der tibetischen Mūlasarvāstivāda Traditionslinie.
Ab 1997 studierte sie an der Universität Hamburg und promovierte 2009 in Tibetologie mit einer Arbeit über Red mda' ba, einen zentralen Gelehrten des tibetischen Buddhismus. Anschließend leitete sie ein DFG-Projekt in Hamburg. Seit 2018 war sie Gastprofessorin für Buddhismus an der Akademie der Weltreligionen der Universität Hamburg und lehrte zusätzlich am Numata-Zentrum für Buddhismuskunde derselben Universität. Ihre Forschungsschwerpunkte liegen in den Bereichen buddhistische Ethik, buddhismusbezogene Perspektiven in der pluralistischen dialogischen Religionspädagogik, interreligiöser Dialog, Genderfragen im Buddhismus sowie Anerkennungsprozesse buddhistischer Minderheiten in Europa. Neben ihrer wissenschaftlichen Tätigkeit engagiert sie sich im interreligiösen Dialog und ist Mitglied mehrerer internationaler Gremien, darunter das Committee for Bhikṣuṇī Ordination in the Tibetan Buddhist Tradition und das Board des European Network of Buddhist Christian Studies (ENBCS). Durch Monographien und Beiträge in zahlreichen Publikationen ist Roloff zu einer im deutschen Sprachraum und darüber hinaus anerkannten Person des Buddhismus und der damit im Zusammenhang stehenden Wissenschaften geworden. Häufig wird sie auch zu Stellungnahmen in Print- und anderen Medien gebeten. Vornehmlich in Hamburg ist sie auch auf dem Gebiet der Religionspädagogik engagiert und tritt für eine Einbeziehung des Buddhismus in das Projekt Religionsunterricht für Alle ein.
Im Jahr 2007 erhielt Roloff die international bedeutende Auszeichnung Outstanding Women in Buddhism Awards.

## Werke
- Carola Roloff: A brief survey of the Vinaya. Dharma-Ed., Hamburg 1992.
- Carola Roloff: Red mdaʾba - Buddhist yogi scholar of the fourteenth century. Reichert, Wiesbaden 2009.
- Jampa Tsedroen=Carola Roloff, Thea Mohr (Hrsg.): Mit Würde und Beharrlichkeit : die Erneuerung buddhistischer Nonnenorden. Ed. Steinrich, Berlin 2011.
- Carola Roloff, Wolfram Weisse, Michael Zimmermann (Hrsg.): Buddhismus im Westen : ein Dialog zwischen Religion und Wissenschaft. Waxmann, Münster 2011.
- Carola Roloff, Wolfram Weisse (Hrsg.): Dialogue and ethics in Buddhism and Hinduism : public presentations of the 14th Dalai Lama, Sallie B. King, Anantanand Rambachan and Samdhong Rinpoche. Waxmann, Münster 2015.
- Katajun Amirpur, Thorsten Knauth, Carola Roloff, Wolfram Weiße (Hrsg.): Perspektiven dialogischer Theologie : Offenheit in den Religionen und eine Hermeneutik des interreligiösen Dialogs. Waxmann, Münster 2016.
- Carola Roloff, Katja Drechsler, Marius van Hoogstraten, Andreas Markowsky: Interreligiöser Dialog, Gender und dialogische Theologie. Waxmann, Münster 2019.
- Carola Roloff: The Buddhist Nuns’ Ordination in the Tibetan Canon, Possibilities of the Revival of the Mūlasarvāstivāda Bhikṣuṇī Lineage. Projektverlag, Bochum/Freiburg 2020, ISBN 978-3-89733-526-4.
- Carola Roloff, Wolfram Weisse, Michael Zimmermann (Hrsg.): Buddhism in dialogue with contemporary societies. Waxmann, Münster 2021.
- Telse Iwers, Carola Roloff (Hrsg.): Achtsamkeit in Bildungsprozessen : Professionalisierung und Praxis. Springer, Wiesbaden 2021.
- Carola Roloff, Thorsten Knauth (Hrsg.): Buddhistischer Religionsunterricht. Bestandsaufnahme und Perspektiven. Waxmann, Münster 2023.
- Carola Roloff: Körper – Eros – Identität : Sexualität und gelingende Beziehungen. Hrsg.: Dewi Maria Suharjanto, Joachim Valentin. Herder, München 2023.